# Vindry-sur-Turdine
Vindry-sur-Turdine es una comuna francesa situada en el departamento de Ródano, de la región de Auvernia-Ródano-Alpes.

## Historia
Fue creada el 1 de enero de 2019, en aplicación de una resolución del prefecto de Ródano con la unión de las comunas de Dareizé, Les Olmes, Pontcharra-sur-Turdine y Saint-Loup.